# Friedrich Rammensee
Friedrich Wilhelm Karl Rammensee (* 2. Februar 1879 in Hof (Saale); † 6. Mai 1945 ebenda) war ein deutscher Fabrikbesitzer, Kommerzienrat, Kommunalpolitiker  und Verwaltungsjurist.

## Leben
Friedrich Rammensee wuchs als Sohn eines Webereibesitzers in Hof auf. Er erwarb am Hofer Gymnasium das Abitur und studierte ab WS 1898/99 Jura in Erlangen, Greifswald, Leipzig und Würzburg, wo er sich den 1898 dem Corps Baruthia Erlangen und 1900 dem Corps Borussia Greifswald anschloss. Das Studium schloss er mit der promotion zum Dr. jur. ab.
Der Fabrikbesitzer Rammensee erlangte 1909 das Bürgerrecht der Stadt Hof, 1911 wurde er Gemeindebevollmächtigter. Am Ersten Weltkrieg nahm er als Oberleutnant der Kavallerie, zuletzt als Rittmeister im Stab des 7. bayerischen Infanterieregiments, teil. Er wurde mit dem Eisernen Kreuz I. und II. Klasse ausgezeichnet. Zurück in Hof wurde er 1924 sowie nochmals 1929 zum 2. Ehrenamtlichen Bürgermeister gewählt. Seine Fabrik gab er 1930 im Zuge der Weltwirtschaftskrise auf. Als Volljurist war er eine Schlüsselfigur der städtischen Verwaltung, der aufgrund seiner Qualifikationen in einer Fülle von Aufgabenbereichen entscheidenden Einfluss hatte.
Nach der Machtergreifung der Nationalsozialisten 1933 sollte er aus dem Amt gedrängt werden, um ein verdientes NSDAP-Mitglied damit zu bedenken. Um der Stadt die kostspielige Neueinstellung eines höheren Beamten zu ersparen, wurde Rammensee auf Vorschlag des noch amtierenden „alten“ Oberbürgermeisters zum 3. Ehrenamtlichen Bürgermeister gewählt, der seine bisherigen Verwaltungsgeschäfte fortführte.
Zum neuen Oberbürgermeister wurde im Oktober 1933 Richard Wendler ernannt. Nach Erlass der „Deutschen Gemeindeordnung“ und der entsprechenden Änderungen im Aufbau der Verwaltung wurde Rammensee bis Juni 1936 wieder 2. Bürgermeister und gleichzeitig 1. Beigeordneter. Da sich die in die Stadtverwaltung übernommenen „Alten Kämpfer“ als Fehlschlag erwiesen hatten, behielt man Rammensee als unentbehrlich für das Funktionieren der Verwaltung.
Der Oberbürgermeister Richard Wendler entschied sich kurz nach Kriegsausbruch im Spätsommer 1939 für den Dienst in der Besatzungsverwaltung des besetzten Polen. Die Leitung der Verwaltung in Hof übernahm Rammensee als zweiter Bürgermeister. Wendler schied am 30. November 1941 auch formell aus den Diensten der Stadt Hof aus, so das ab diesem Zeitpunkt Rammensee als Bürgermeister der Stadt Hof fungierte.
Nach der Besetzung Hofs durch amerikanische Truppen am 15. April 1945 übergab Rammensee am 16. April 1945 die Stadt in geordneter Weise. Am 17. April 1945 wurde er von den Amerikanern verhaftet und in ein Internierungslager verbracht, wo er schwer erkrankte. Er starb nach Überführung ins Hofer Krankenhaus bereits am 6. Mai 1945.